# Augustine Eguavoen
Augustine Owen Eguavoen (Sapele, 19 augustus 1965) is een Nigeriaanse voetbalcoach en voormalig voetballer.

## Spelerscarrière
Eguavoen startte zijn carrière in eigen land bij ACB Lagos. In 1986 waagde hij zijn kans in Europa: hij trok naar KAA Gent. Hij speelde er gedurende vier seizoenen en won in 1989 de Jean-Claude Bouvy-Trofee, de Gentse supporterstrofee. In 1990 verhuisde hij naar KV Kortrijk, waar hij eveneens vier seizoenen bleef. Na een ommetje bij het Spaanse CD Ourense keerde hij in 1995 terug naar Kortrijk. Hij speelde nadien nog voor Sacramentos Scorpions, Torpedo Moskou en Sliema Wanderers. Bij die laatste club sloot hij in 2001 zijn spelerscarrière af.

### International
Eguavoen nam met Nigeria deel aan de Olympische Zomerspelen 1988 in Seoel. Nigeria eindigde laatste in een groep met Australië, Brazilië en Joegoslavië. Hij speelde ook 53 A-interlands voor Nigeria. Hij nam deel aan het WK 1994 en won dat jaar ook de Afrika Cup met zijn West-Afrikaanse land, dat destijds onder leiding stond van de Nederlander Clemens Westerhof.

## Trainerscarrière
Eguavoen startte zijn trainerscarrière bij de club waar hij zijn spelerscarrière afsloot: het Maltese Sliema Wanderers. Na een korte passage bij Bendel Insurance FC werd hij in 2002 bondscoach van de Nigeriaanse U20. In 2005 werd hij bondscoach van Nigeria. Nigeria slaagde er onder zijn bewind niet in om zich te plaatsen voor het WK 2006, maar eindigde datzelfde jaar wel derde op de Afrika Cup door in de troostfinale Senegal te verslaan. Hij werd in 2007 opgevolgd door Berti Vogts.
Na een korte passage bij het Zuid-Afrikaanse Black Leopards ging hij weer aan de slag in eigen land. In december 2021 nam Eguavoen, die als technisch directeur werkzaam was bij de Nigeriaanse voetbalbond, op interimbasis over van bondscoach Gernot Rohr. Onder zijn leiding pakte Nigeria in de groepsfase van de Afrika Cup 2021 9 op 9, maar sneuvelde het in de achtste finale na een 0-1-nederlaag tegen Tunesië. Twee maanden later liep Nigeria, dat zich onder Rohr had geplaatst voor de derde ronde in de WK-kwalificatie, de kwalificatie voor het WK 2022 mis nadat het in de derde ronde niet voorbij Ghana raakte. Kort erna stapte Eguavoen zelf op.